# ماورو كيروغا
ماورو كيروغا (بالإسبانية: Mauro Quiroga)‏ (7 ديسمبر 1989 في الأرجنتين - ) هو لاعب كرة قدم أرجنتيني في مركز الهجوم. لعب مع أتليتيكو رافائيلا وديبورتيفو ألافيس ونادي لاس بالماس ونادي لوغو وGimnasia y Esgrima de Concepción del Uruguay ‏.

## وصلات خارجية
- ماورو كيروغا على موقع قاعدة بيانات كرة القدم.إي يو (الإنجليزية)
- ماورو كيروغا على موقع Soccerway.com (الإنجليزية)
- ماورو كيروغا على موقع AS.com (الإسبانية)